# Ян Болеслав Луцкевич
Ян Болеслав Луцкевич (пол. Jan Bolesław Łuckiewicz, біл. Ян Баляслаў Луцкевіч; 16 травня 1831 — 4 вересня 1895, Мінськ) — капітан Російської імператорської армії, учасник Кримської війни, батько білоруських національних діячів Івана й Антона Луцкевичів.

## Біографія

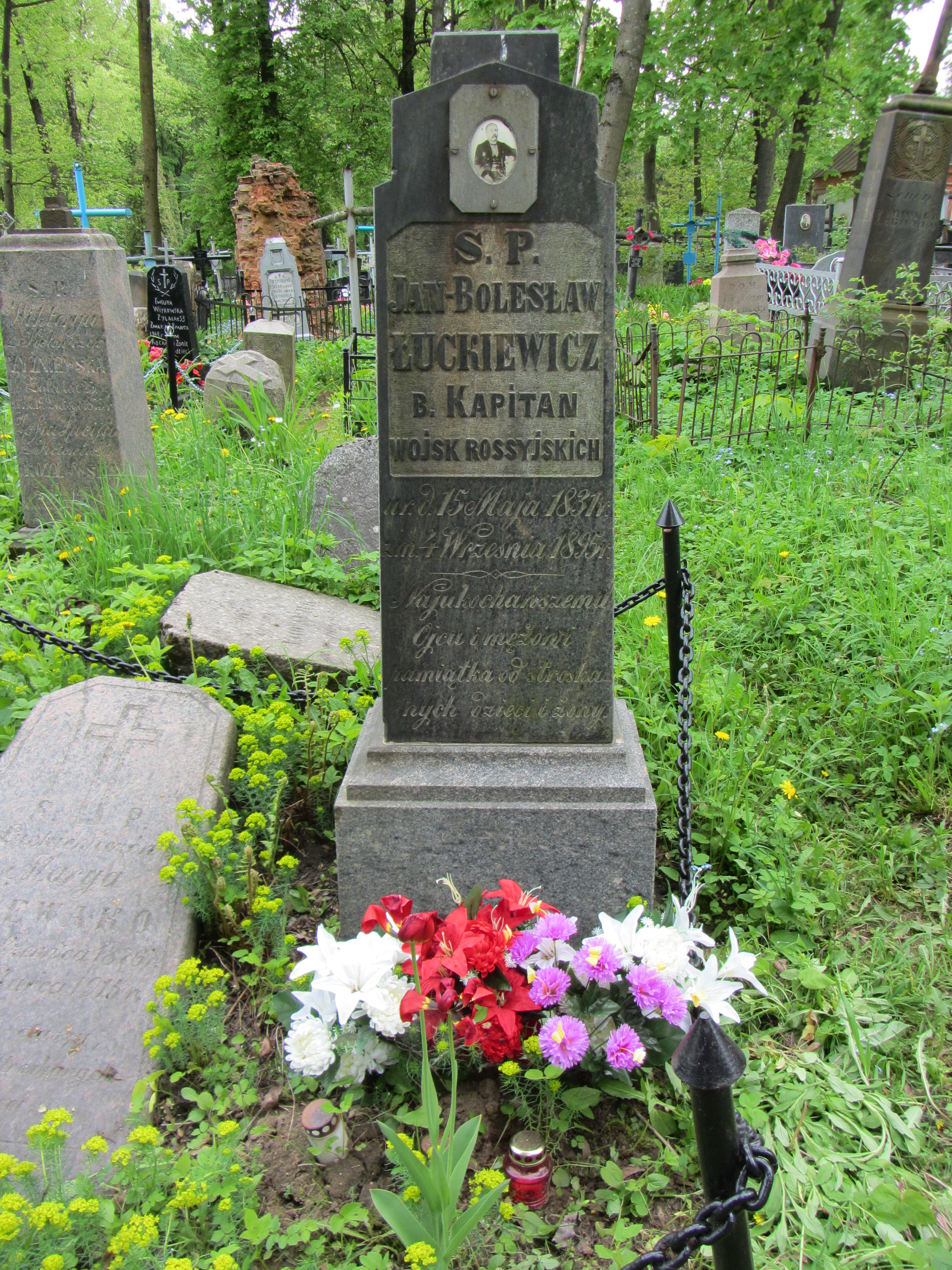
Могила Яна Болеслава Луцкевича на Кальварійському цвинтарі

Виходець з давнього, але обіднілого й спольщеного католицького шляхетського роду герба Новина з Мінщини. Земельних володінь не мав. За бойові заслуги під час оборони Севастополя вшанований орденами святого Георгія і святої Анни та 2 медалями. На війні зазнав поранення і був демобілізований з армії.
У 1860-их роках орендував маєток Тарасевичі в Бобруйському повіті, що належав пану Войниловичу. На цю ж пору припадає знайомство Яна Луцкевича з білоруським поетом Вінцентом Дуніним-Мартинкевичем, з котрим надалі він підтримував приятельські стосунки. Останній, мешкаючи по сусідству в селі Коритне, присвятив йому вірш «Заўтра Спаса, кажуць людзе» (1868). Родина, бодай і польськомовна, не цуралася білорущини; за словами А. Луцкевича, діти «шукали у школі дружби не паничів, а синів мужицьких».
Служив на Лібаво-Роменській залізниці, попервах у Шяуляї, а потім у Лієпаї. Двічі брав шлюб. Уперше обвінчався 24 червня 1874 року з Казимирою Осецимською, у них народились дві доньки: Станіслава (1877—1953) і Марія Алоїза (1876—1914). Пані Казимира померла в 1878 або на початку 1879 при пологах. Передчуваючи відхід з життя, вона попрохала свою подругу Софію Емериківну Личковську взяти під опіку двох доньок, тобто по суті вийти заміж за Яна, що власне і сталось весною 1880.
Нова дружина була дочкою власника невеликого фільварка Ракутівщина — того самого, де в 1911 році гостюватиме Максим Богданович. Жінка дарувала п'ятеро дітей: Ян Герман (Іван; 1881—1919), Вікторія (померла в дитинстві), Антон (1884—1942), Емілія (1886—1974) і Стефан (1889—1947). Останній був названий на честь дядька — Стефана Луцкевича, загиблого учасника Січневого повстання.
Помер у 1895 році в Мінську. Похований на Кальварійському цвинтарі.